# Vincent Martella
Vincent Michael Martella (sinh ngày 15 tháng 10, 1992 tại Rochester, New York) là một diễn viên và ca sĩ thiếu niên Mĩ. Cậu được biết đến nhiều nhất với vai Greg Wuliger trong loạt phim hài kịch Everybody Hates Chris và vai diễn lồng tiếng Phineas Flynn trong loạt phim hoạt hình Disney Phineas and Ferb.

## Sự nghiệp
Vincent bắt đầu nhảy múa từ lúc 3 tuổi và biểu diễn trực tiếp lần đầu tiên trong The Nutcracker. Cậu bắt đầu chơi dương cầm lúc 5 tuổi. Không lâu sau đó, cậu đã thể hiện nhiều buổi diễn kịch ở trường và nhiều điểm thương mại địa phương. Khi lên 6, cậu bắt đầu tập diễn xuất và luyện giọng và lên 7, cậu đã làm việc cho cả cục in ấn và quảng cáo quốc gia.
Lúc 10 tuổi, Vincent chuẩn bị cho chuyến đi Los Angeles, California, trở thành khách mời của chường trình "Cracking Up" và vai diễn định kỳ trong Ned's Declassified School Survival Guide, nơi mà cậu đã phát triển nhân vật của mình trong vai diễn Scoop. Mùa hè kế tiếp, Vincent nhận được vai diễn trong bộ phim đầu tiên của mình làm việc đối diện với Rob Schneider trong Deuce Bigalow: European Gigolo. Vincent là ngôi sao khách mời chương trình hài kịch của Fox, Stacked và lồng tiếng cho bộ phim đặc sắc Bad News Bears.
Năm 2005, Vincent nhận vai diễn chính trong loạt phim hài kịch Everybody Hates Chris với vai bạn thân của Chris, Greg. Giọng của cậu cũng được nghe thấy trong chương trình hoạt hình đề cử giải Emmy, Phineas and Ferb với vai nhân vật chính Phineas Flynn. Cậu là một trong số ít những diễn viên lồng tiếng trong chương trình tự thay đổi giọng nói của mình một cách đáng kể để vào vai diễn.
Năm 2006, Vincent đã thu âm cuốn album đầu tiên của cậu Time Flies By, chơi dương cầm và ca hát. Những ca khúc được viết và sản xuất bởi cậu và nó phát hành trên iTunes. Nhiều đoạn phim trên YouTube cho thấy cảnh cậu hát nhiều ca khúc như Imagine bởi John Lennon
Cậu xuất hiện trong bộ phim 2008 Role Models đối diện với Seann William Scott và Paul Rudd. Cậu cũng có vai diễn dẫn đầu trong bộ phim Baitshop cùng với Bill Engvall và Billy Ray Cyrus.
Cậu cũng diễn một phần Hope Estheim trong phiên bản tiếng Anh của trò chơi Final Fantasy XIII, Vincent cũng lồng tiếng cho Jason Todd/Robin thiếu niên trong bộ phim Batman: Under the Red Hood.

## Đời tư
Vincent Martella sinh ở thành phố Rochester, New York và là một người Mỹ gốc Ý. Hiện nay cậu sống tại DeLand, Florida cùng với bố mẹ và 3 người em nhỏ và đã tốt nghiệp trường Trung học DeLand trong năm 2011.

## Danh sách phim ảnh

### Điện ảnh
| Năm  | Tên phim                                             | Vai diễn                         | Chú thích  |
| ---- | ---------------------------------------------------- | -------------------------------- | ---------- |
| 2005 | Deuce Bigalow: European Gigolo                       | Billy                            |            |
| 2008 | Bait Shop                                            | Scott                            |            |
| 2008 | Role Models                                          | Artonius Kuzzik                  |            |
| 2010 | Batman: Under the red hood                           | Jason Todd/Robin II (thiếu niên) | lồng tiếng |
| 2011 | Phineas and Ferb the movie: Across the 2nd Dimension | Phineas Flynn                    | lồng tiếng |

### Truyền hình
| Năm         | Chương trình                             | Vai diễn     | Ghi chú |
| ----------- | ---------------------------------------- | ------------ | ------- |
| 2004        | Cracking Up                              | Robin        |         |
| 2004 - 2006 | Ned's Declassified School Survival Guide | Scoop        |         |
| 2005        | Stacked                                  | Owen         |         |
| 2005 - 2009 | Everybody Hates Chris                    | Greg Wuliger |         |
| 2011        | Love Bites                               | Josh Ford    | tập 4   |

#### Chương trình truyền hình (hoạt hình)
| Năm         | Chương trình                   | Vai diễn          | Chú thích  |
| ----------- | ------------------------------ | ----------------- | ---------- |
| 2007        | Can You Dig It                 | Barry             | lồng tiếng |
| 2007 - nay  | Phineas And Ferb               | Phineas Flynn     | lồng tiếng |
| 2010 - 2011 | Take Two With Phineas And Ferb | Phineas Flynn     | lồng tiếng |
| 2016 - 2019 | Milo Murphy's Law              | Bradley Nicholson | lồng tiếng |

### Trò chơi điện tử
| Năm  | Trò chơi                     | Vai diễn      | Chú thích  |
| ---- | ---------------------------- | ------------- | ---------- |
| 2009 | Phineas And Ferb             | Phineas Flynn | lồng tiếng |
| 2010 | Phineas And Ferb: Ride again | Phineas Flynn | lồng tiếng |
| 2010 | Final Fantasy XIII           | Hope Estheim  | lồng tiếng |